# (5733) 1989 AQ
(5733) 1989 AQ là một tiểu hành tinh nằm ở rìa ngoài của vành đai chính. Nó được phát hiện bởi Seiji Ueda và Hiroshi Kaneda ở Kushiro, Hokkaidō, Nhật Bản, ngày 4 tháng 1 năm 1989.